# Alessandro I di Scozia
Alaxandair I Mac Maíl Choluim, o in inglese Alexander I MacMalcolm detto "il feroce" (Dunfermline, 1078 – Stirling, 23 aprile 1124), è stato re di Scozia dal 1107 al 1124. Era il quarto figlio di Malcolm III di Scozia e di Margherita, e pronipote di Edoardo il Confessore.

## Biografia
Alessandro era l'erede del fratello Edgar di Scozia che non ebbe figli e morì nel 1107, così la corona scozzese andò ad Alessandro ma, in conformità con le istruzioni di Edgar, al loro fratello Davide fu assegnato in appannaggio il sud della Scozia. Il testamento di Edgar assegnò a Davide le terre del precedente regno di Strathclyde o Cumbria ed esso apparentemente era stato concordato in anticipo da Edgar, Alessandro, David e il loro cognato Enrico I d'Inghilterra. Tuttavia nel 1113, per istigazione di Enrico e con il supporto dei suoi Anglo-Normanni, Davide richiese e ottenne terre supplementari nel Lothian lungo l'alto Tweed e il fiume Teviot. Davide non ricevette il titolo del re, ma di "Principe di Cumbria" e le sue terre rimasero sotto l'autorità di Alessandro.
Nel 1114 Alessandro si unì a Enrico in una campagna nel Galles contro Gruffydd ap Cynan di Gwynedd. Alessandro si sposò con la figlia illegittima di Enrico, Sybilla di Normandia, fatto che può essere accaduto agli inizi del 1107 o alla fine del 1114. William di Malmesbury attaccò Sybilla, ma le prove che sosteneva erano che Alessandro e Sybilla erano una devota coppia senza figli e Sybilla era notevolmente religiosa. Sybilla morì, in circostanze imprecisate nel luglio 1122 a Eilean nam Ban (Kenmore sul Loch Tay) e fu sepolta nell'abbazia di Dunfermline. Alessandro non si risposò, Walter Bower scrisse che progettò un priorato agostiniano a Eilean nam Ban dedicato alla memoria di Sybilla. Alessandro ebbe almeno un figlio, Malcolm, probabilmente illegittimo, che successivamente partecipò ad una sommossa contro Davide I tra il 1130 e il 1140 e venne in seguito incarcerato a Roxburgh per molti anni, forse fino alla sua morte avvenuta diverso tempo dopo, nel 1157.
Alessandro era, come i suoi fratelli Edgar e Davide, un re considerevolmente religioso.  Fu responsabile delle fondazioni religiose a Scone ed a Inchcolm. Il cappellano di sua madre e suo agiografo Thurgot venne nominato vescovo di Saint Andrews nel 1107, su richiesta dello stesso Alessandro. Il caso del successore di Thurgot, Eadmer indica che i desideri di Alessandro non furono sempre accettati dalla Chiesa, forse perché Eadmer ebbe la protezione dell'Arcivescovo di Canterbury, Ralph d'Escures, piuttosto che di Thurstan di York. Alessandro inoltre fece diventare Sant'Andrea patrono di Scozia e assegnò terre a un priorato agostiniano (che potrebbe essere lo stesso di quello creato in onore di sua moglie). Nonostante la sua religiosità, John di Fordun ricorda anche che non era un uomo di pace:
Manifestò il lato peggiore del suo carattere nella rappresaglia contro la contea di Moray. Le Orygynale Cronykil of Scotland di Andrew Wyntoun dicono che Alessandro era nella corte a Invergowrie quando fu attaccato "dall'uomo delle isole". Walter Bower dice che gli aggressori provenivano dalla contea di Moray e da quella di Mearns. Alessandro li inseguì fino a nord, a Stockford nel Ross (vicino a Beauly) dove li sconfisse. Secondo Wyntoun, è per questo che venne soprannominato "il Feroce". La data di questo avvenimento è incerta, come lo è l'identità dei suoi nemici. Tuttavia, nel 1116 gli Annali dell'Ulster riportano che "Ladhmann figlio di Domnall, nipote del re di Scozia, è stato ucciso dall'uomo di Moray". Il re citato è il padre di Alessandro e Donald era fratello di Alessandro.
La contea (o il regno visto che si consideravano indipendenti) di Moray era governata dalla famiglia di Mac Bethad mac Findláich e da Lulach mac Gille Coemgáin; non erano soggetti potenti, ma una famiglia che aveva governato Alba per poco più del un corso di una vita. Quale conte (o re) avrebbe potuto compiere l'assassinio è ignoto, potrebbe essere stato Óengus di Moray o suo padre, di cui il nome non è conosciuto. Per quanto riguarda Mearns, l'unico conte di Mearns conosciuto è Máel Petair, che aveva assassinato Donnchad mac Maíl Coluim  fratellastro di Alessandro nel 1094. Alessandro morì nel 1124 nella sua corte a Stirling. Gli succedette il fratello Davide, divenuto erede dopo la morte di Sybilla.

## Ascendenza
|                        |                          |                           | Genitori             |  |  | Nonni |  |  | Bisnonni          |  |  | Trisnonni |  |
|                        |                          |                           |                      |  |  |       |  |  | Crinán di Dunkeld |  |  | …         |  |
|                        |                          |                           |                      |  |  |       |  |  | Crinán di Dunkeld |  |  | …         |  |
|                        |                          | …                         |                      |  |  |       |  |  | Crinán di Dunkeld |  |  |           |  |
| Duncan I di Scozia     |                          |                           |                      |  |  |       |  |  | Crinán di Dunkeld |  |  |           |  |
|                        |                          | Bethóc di Scozia          | Malcolm II di Scozia |  |  |       |  |  |                   |  |  |           |  |
|                        |                          | Bethóc di Scozia          | Malcolm II di Scozia |  |  |       |  |  |                   |  |  |           |  |
|                        |                          | Bethóc di Scozia          | …                    |  |  |       |  |  |                   |  |  |           |  |
| Malcolm III di Scozia  |                          | Bethóc di Scozia          |                      |  |  |       |  |  |                   |  |  |           |  |
|                        |                          | …                         | …                    |  |  |       |  |  |                   |  |  |           |  |
|                        |                          | …                         | …                    |  |  |       |  |  |                   |  |  |           |  |
|                        |                          | …                         | …                    |  |  |       |  |  |                   |  |  |           |  |
| Suthen                 |                          | …                         |                      |  |  |       |  |  |                   |  |  |           |  |
|                        |                          | …                         | …                    |  |  |       |  |  |                   |  |  |           |  |
|                        |                          | …                         | …                    |  |  |       |  |  |                   |  |  |           |  |
|                        |                          | …                         | …                    |  |  |       |  |  |                   |  |  |           |  |
| Alessandro I di Scozia |                          | …                         |                      |  |  |       |  |  |                   |  |  |           |  |
|                        | Edmondo II d'Inghilterra | Etelredo II d'Inghilterra |                      |  |  |       |  |  |                   |  |  |           |  |
|                        | Edmondo II d'Inghilterra | Etelredo II d'Inghilterra |                      |  |  |       |  |  |                   |  |  |           |  |
|                        | Edmondo II d'Inghilterra | Aelfgifu di York          |                      |  |  |       |  |  |                   |  |  |           |  |
| Edoardo l'esiliato     | Edmondo II d'Inghilterra |                           |                      |  |  |       |  |  |                   |  |  |           |  |
|                        |                          | Ealdgyth                  | …                    |  |  |       |  |  |                   |  |  |           |  |
|                        |                          | Ealdgyth                  | …                    |  |  |       |  |  |                   |  |  |           |  |
|                        |                          | Ealdgyth                  | …                    |  |  |       |  |  |                   |  |  |           |  |
| Margherita di Scozia   |                          | Ealdgyth                  |                      |  |  |       |  |  |                   |  |  |           |  |
|                        |                          | …                         | …                    |  |  |       |  |  |                   |  |  |           |  |
|                        |                          | …                         | …                    |  |  |       |  |  |                   |  |  |           |  |
|                        |                          | …                         | …                    |  |  |       |  |  |                   |  |  |           |  |
| Agata di Kiev          |                          | …                         |                      |  |  |       |  |  |                   |  |  |           |  |
|                        |                          | …                         | …                    |  |  |       |  |  |                   |  |  |           |  |
|                        |                          | …                         | …                    |  |  |       |  |  |                   |  |  |           |  |
|                        |                          | …                         | …                    |  |  |       |  |  |                   |  |  |           |  |
|                        |                          | …                         |                      |  |  |       |  |  |                   |  |  |           |  |